# Yaskawa Electric Corporation
Yaskawa Electric Corporation (株式会社 安川 电机, Kabushiki-gaisha Yasukawa Denki) é um fabricante japonês de servomotores, controladores de máquinas, unidades do motor de CA, switches e robôs. Seus robôs Motoman são pesados robôs industriais utilizados, por exemplo, na fabricação de automóveis. A empresa foi fundada em 1915, e sua sede está localizada em Kitakyushu, Fukuoka. Yaskawa solicitou uma marca registrada do termo "Mecathronics" em 1969, sendo aprovado em 1972.

## Sedes
- Americas: Yaskawa America, Inc and Motoman Inc.
- Europa, Africa: Yaskawa Europe GmbH and Motoman Robotics Europe AB